# Lindsaea trapeziformis
Lindsaea trapeziformis là một loài dương xỉ trong họ Lindsaeaceae. Loài này được Dryand. mô tả khoa học đầu tiên năm 1797.